# Земская почта Подольского уезда
Земская почта Подольского уезда Московской губернии существовала с февраля 1870 года по 1895 год. В уезде выпускались собственные земские почтовые марки.

## История почты
Подольская уездная земская почта была открыта с февраля 1870 года. Пересылка почтовых отправлений осуществлялась из уездного центра (города Подольска) дважды в неделю. Оплата доставки частных почтовых отправлений производилась земскими почтовыми марками.
В связи с открытием в уезде государственных почтовых учреждений уездная земская почта была закрыта в конце 1895 года.

## Выпуски марок
Подольские земские почтовые марки были номиналом 5 копеек. Печать марок производилась в частной типолитографии. Марки были однотипного рисунка, изображающего герб Подольского уезда.

## Гашение марок
Гашение марок осуществлялось чернилами (перечеркиванием).